# 大伴真麻呂
大伴 真麻呂（おおとも の ままろ）は、奈良時代の貴族。官位は従五位下・主税頭。

## 経歴
延暦2年（783年）従五位下・大宰少弐に叙任される。翌延暦3年（784年）兵部大輔として早くも京官に復し、延暦4年（785年）主税頭に遷る。しかし、同年9月23日に発生した藤原種継暗殺事件の策謀に加わったため、事件翌日の24日に捕縛され斬刑に処された。
桓武朝末の延暦25年（806年）桓武天皇が重態に陥る中で、藤原種継暗殺事件の関係者に対する赦免が行われ、真麻呂は本位である従五位下に復された。

## 官歴
『六国史』による。
- 時期不詳：正六位上
- 延暦2年（783年） 正月16日：従五位下。2月25日：大宰少弐
- 延暦3年（784年） 7月13日：兵部大輔
- 延暦4年（785年） 8月14日：主税頭。9月24日：死罪（斬刑）
- 延暦25年（806年） 3月17日：復本位（従五位下）